# Aponogeton dioecus
Aponogeton dioecus är en enhjärtbladig växtart som beskrevs av Jean Marie Bosser. Aponogeton dioecus ingår i släktet Aponogeton och familjen Aponogetonaceae. Inga underarter finns listade.